# Sanys evanescens
Sanys evanescens là một loài bướm đêm trong họ Erebidae.